# غوستا كارلسون
غوستا كارلسون (بالسويدية: Gösta Carlsson)‏ هو دراج سويدي، ولد في 2 فبراير 1906 في أوبسالا في السويد، وتوفي بنفس المكان في 5 أكتوبر 1992.

## وصلات خارجية
- غوستا كارلسون على موقع أرشيف الدراجات (الإنجليزية)
- غوستا كارلسون على موقع إحصائيات الدراجات الإحترافية (الإنجليزية)
- غوستا كارلسون على موقع اللجنة الأولمبية الدولية (الإنجليزية)
- غوستا كارلسون على موقع أوليمبيديا (الإنجليزية)
- غوستا كارلسون على موقع اللجنة الأولمبية السويدية (السويدية)